# مونته مورلو
مونته مورلو (به ایتالیایی: Montemurlo) یک کومونه در ایتالیا است که در استان پراتو واقع شده‌است.

## خصوصیات
مونته مورلو ۳۰٫۷ کیلومترمربع مساحت و ۱۸٬۰۹۷ نفر جمعیت دارد و ۷۳ متر بالاتر از سطح دریا واقع شده‌است.

## خواهرخوانده
شهر Bir Lehlou خواهرخواندهٔ مونته مورلو هست.

## نگارخانه

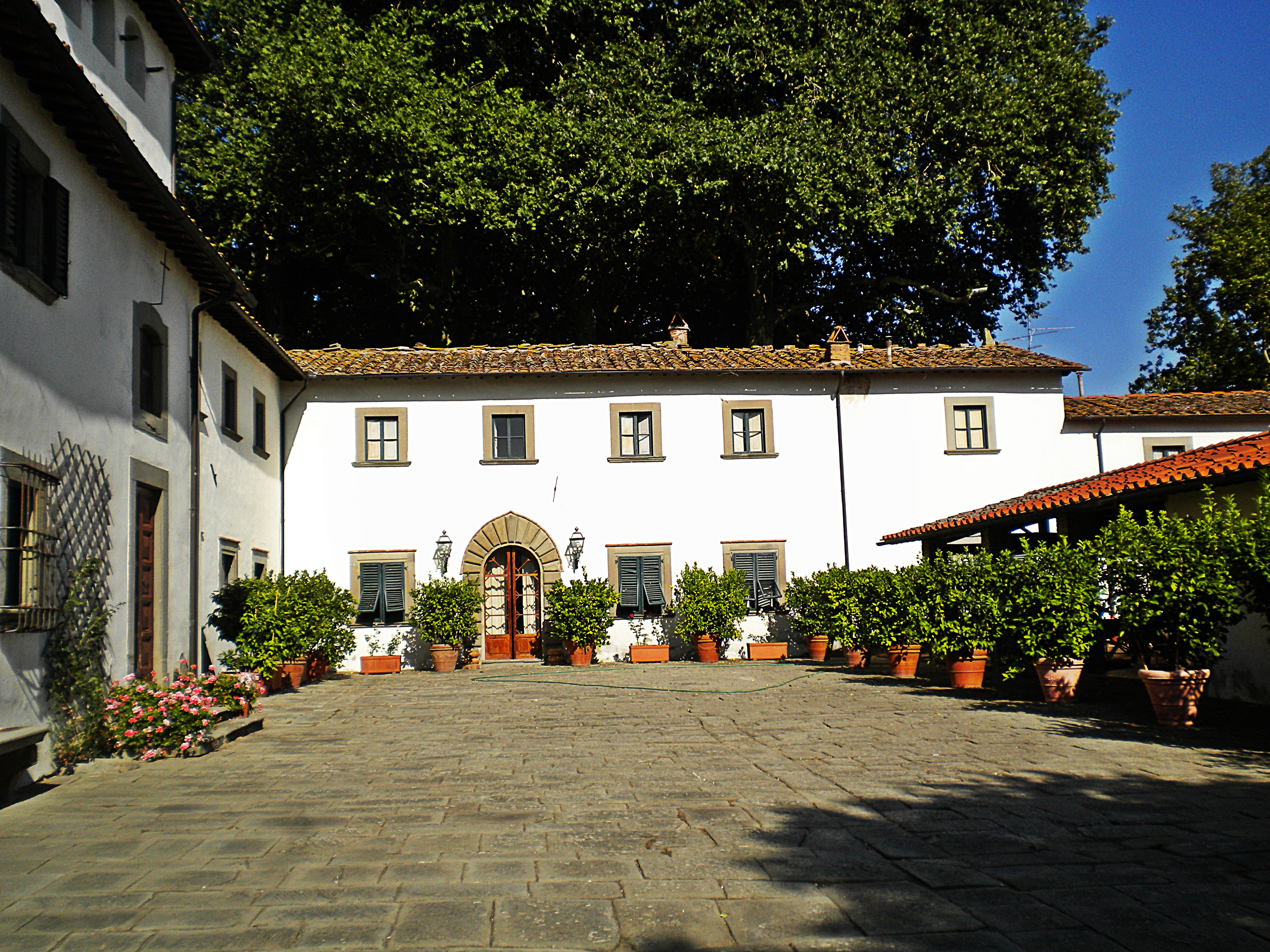
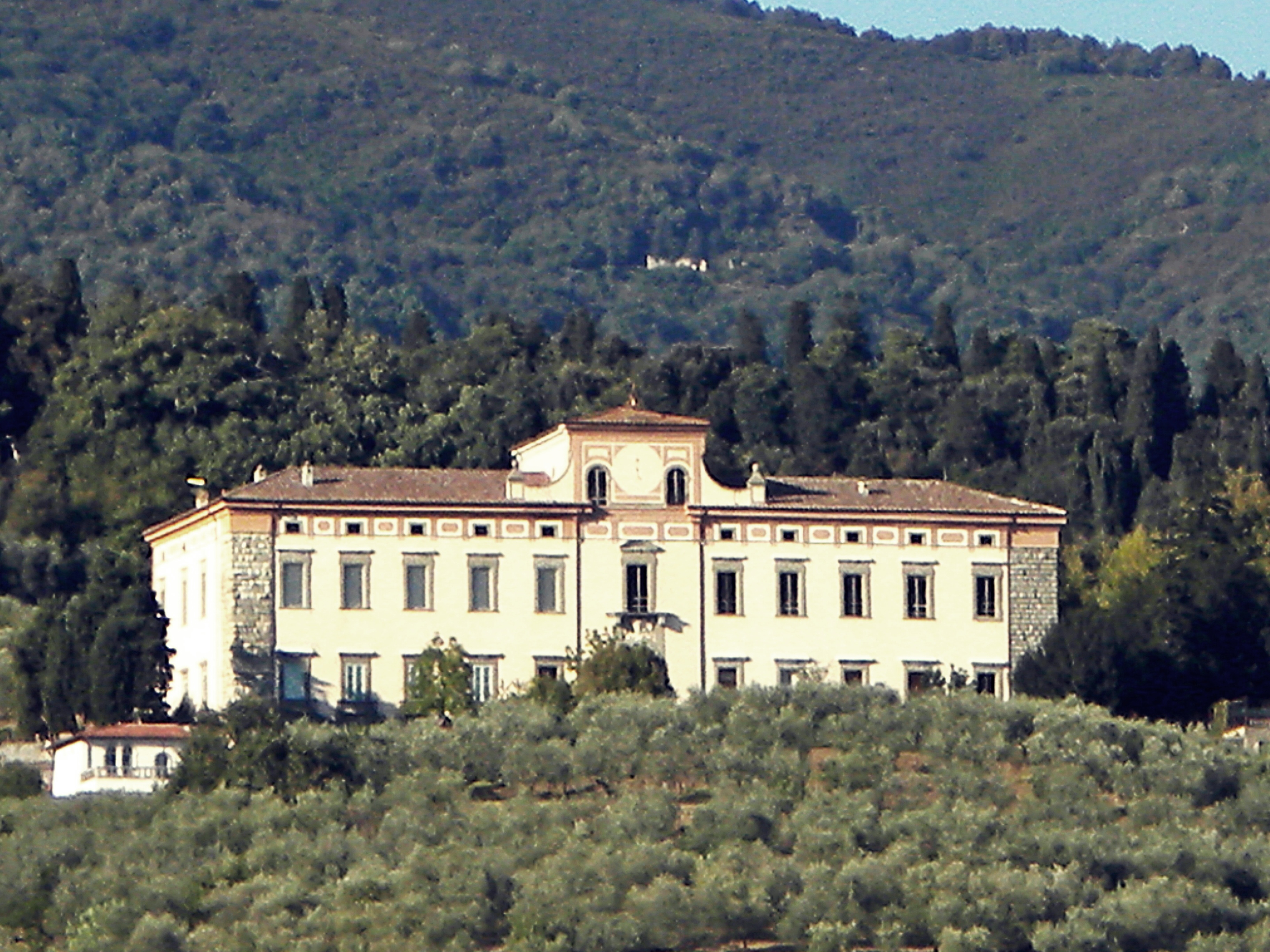
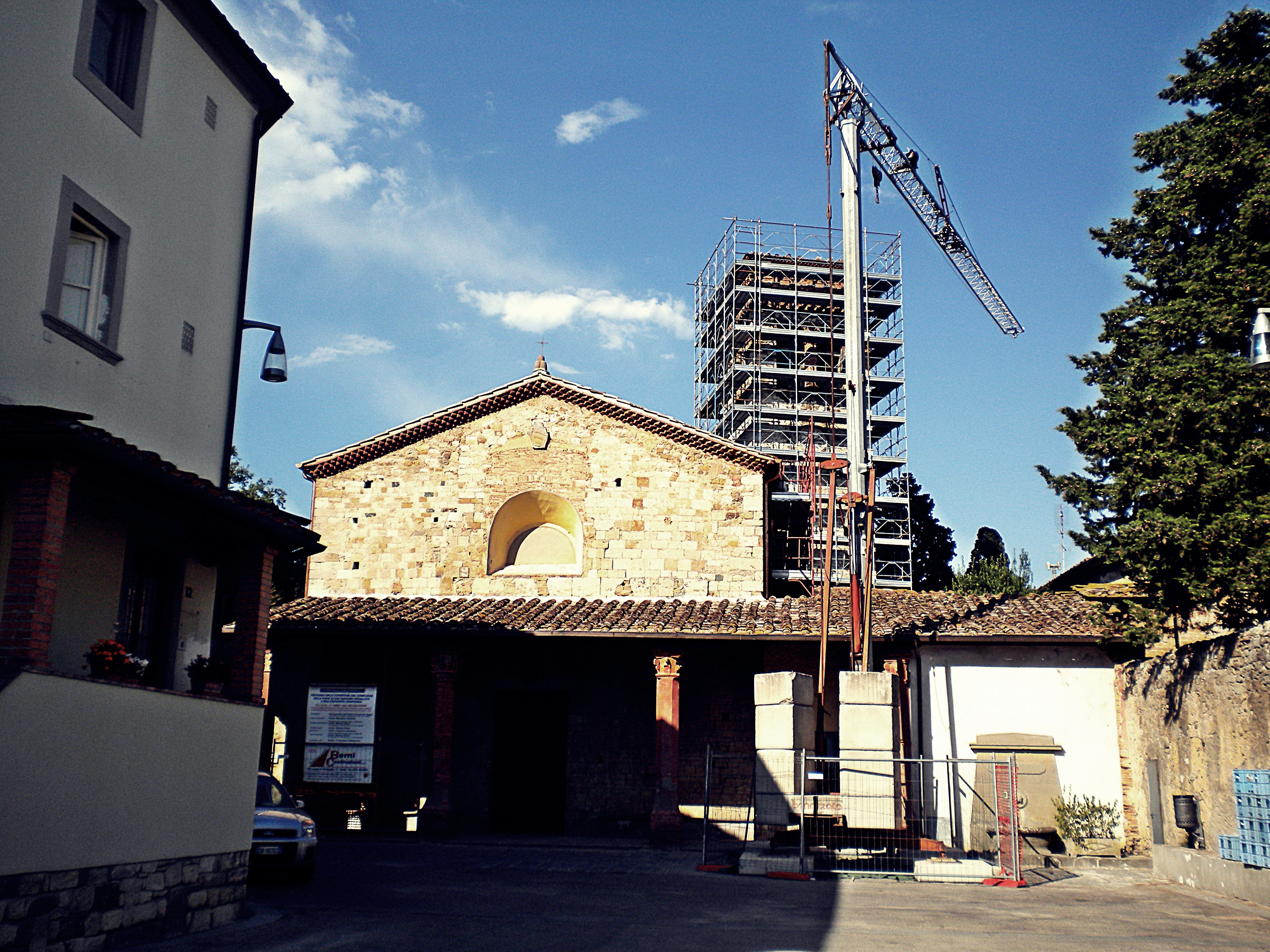
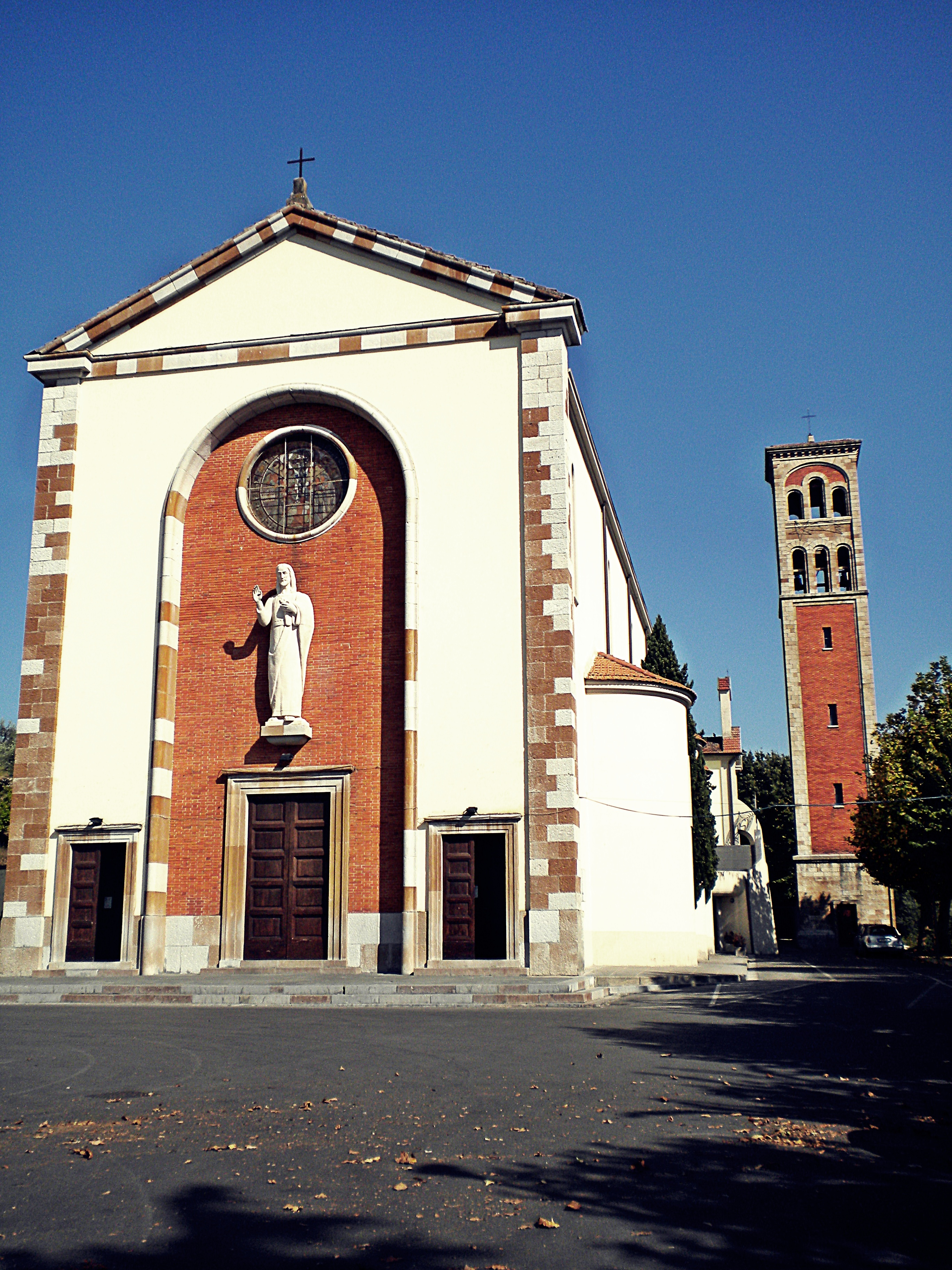